# Amnesicoma paraundulosa
Amnesicoma paraundulosa är en fjärilsart som beskrevs av Xue 1988. Amnesicoma paraundulosa ingår i släktet Amnesicoma och familjen mätare. Inga underarter finns listade i Catalogue of Life.